# Nova Scotia Highway 102
Der Nova Scotia Highway 102 (NS 102) befindet sich in der kanadischen Provinz Nova Scotia, er hat eine Länge von 102 km. Der Highway beginnt im Süden der Stadt Halifax und endet am Trans-Canada Highway. Die Route ist als Hauptroute (Core Route) Bestandteil des National Highway Systems.

## Verlauf
Der Highway beginnt am westlichen Ende von Highway 111. Er führt in westlicher Richtung aus der Stadt heraus und umgeht im Westen die Stadt Halifax. Vorbei an Bedford erreicht die Route den Halifax Stanfield International Airport, der westlich vom Highway liegt. Sie verläuft nach Nordosten hin und endet nördlich von Truro am Highway 104, dem Trans-Canada Highway.